# Макинський сільський округ
Ма́кинський сільський округ (каз. Макинка ауылдық округі, рос. Макинский сельский округ) — адміністративна одиниця у складі району Біржан-сала Акмолинської області Казахстану. Адміністративний центр — село Макинка.
Населення — 2163 особи (2021; 3141 у 2009, 3431 у 1999, 3833 у 1989).
Станом на 1989 рік існувала Макинська сільська рада (села Буланди, Карла Маркса, Когам, Макинка, Сосновка). 2000 року до складу Макинського сільського округу передано село Каратал Зауральського сільського округу. Село Дачі було ліквідоване 2009 року.

## Склад
До складу округу входять такі населені пункти:
| Населений пункт | Колишні назви | Населення, осіб (1989) | Населення, осіб (1999) | Населення, осіб (2009) | Населення, осіб (2021) |
| --------------- | ------------- | ---------------------- | ---------------------- | ---------------------- | ---------------------- |
| Буланди, село   | -             | 409                    | 419                    | 239                    | 267                    |
| Дачі, село      | -             | -                      | 52                     | 33                     | -                      |
| Карагай, село   | Сосновка      | 186                    | 112                    | 73                     | 73                     |
| Каратал, село   | -             | 210                    | 194                    | 109                    | 141                    |
| Когам, село     | -             | 369                    | 356                    | 358                    | 217                    |
| Макинка, село   | -             | 2413                   | 1900                   | 2013                   | 1233                   |
| Макпал, село    | Карла Маркса  | 456                    | 398                    | 316                    | 232                    |